# 高梁河

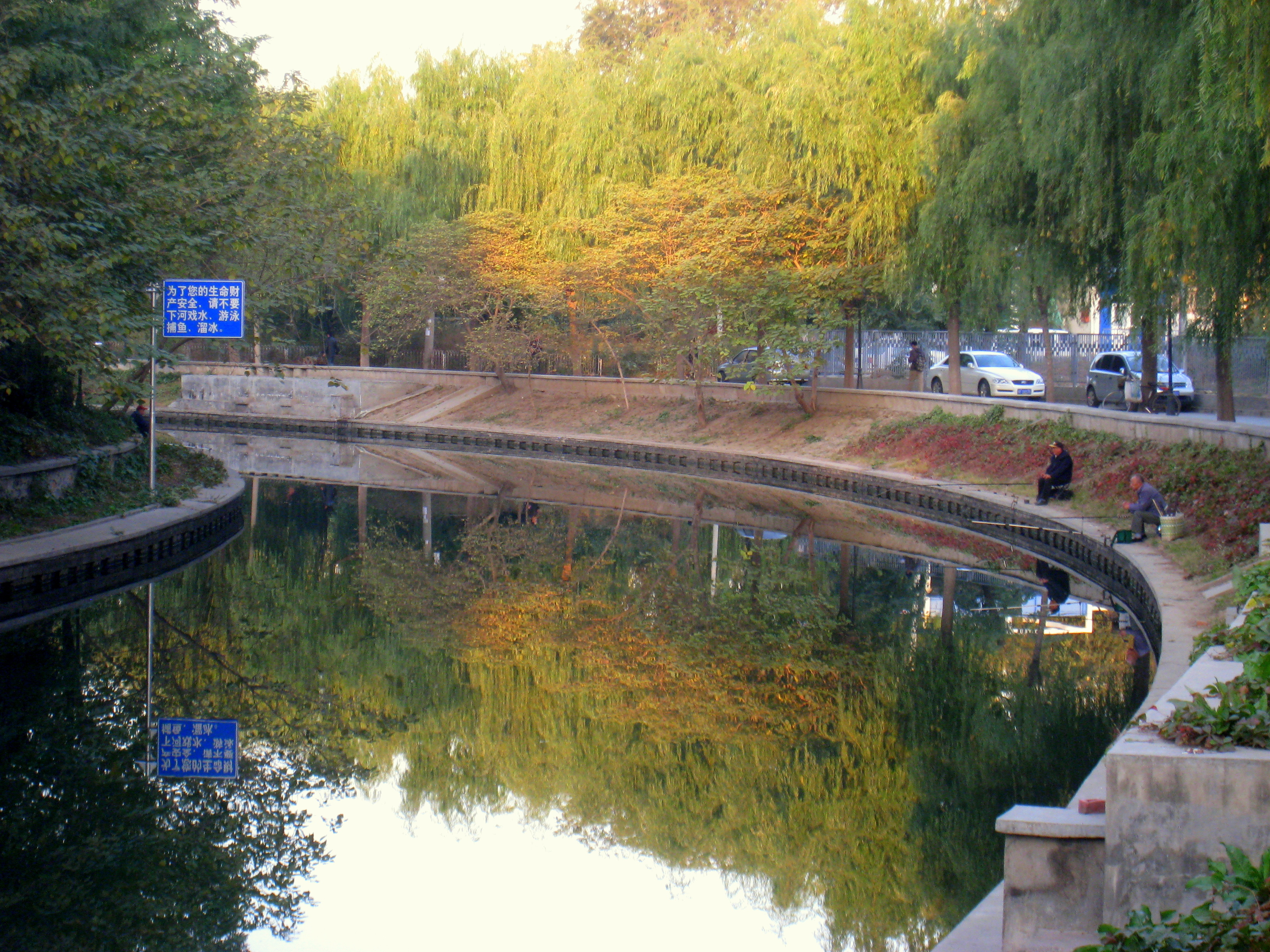
北京动物园北侧的河段

高梁河，或称高梁水，金代称高良河，发源于平地泉（现今紫竹园湖），是古代永定河水系中的一个小水系，大约在西汉以前是永定河出西山后的一条干道。大约在东汉以后，永定河河道南移，原来的河道即成为高梁河。高梁河是元代建都的主要依托水系，高梁河水系一直贯穿于北京城的心脏地带，在北京城历史文化中占有十分重要的地位。现在所说的高梁河，一般指位于北京西北的长河的一部分。

## 高梁河的名称溯源
- 西晋元康四年（294年），晋惠帝曾在大城东门内的刘靖碑上题：“高梁河水者，出自并州，潞河之别源也。”
- 高梁河在北魏成书的《水经注》有记载。
- 《昌平外传》：高梁水出自今北京市海淀区山后寨口和周家巷一带。
- 《方舆考证》：“高梁河为玉河下游，玉泉山诸水注焉，高梁其旧名也。”

## 高梁河戰役
- 宋太宗太平興國四年（979年），於高梁河一帶，遼朝與宋朝對戰。遼景宗命令耶律休哥，率十萬軍人，援救被宋軍圍困在遼國南京（即今時的北京）的遼軍。雙方在高梁河交戰。耶律休哥與耶律斜軫兵分兩翼，擊敗宋軍，宋太宗乘驴车仓惶南逃，此后宋朝再無法收復燕云十六州。
- 忽必烈建立元朝后，廢棄金中都，以高梁河水系為基礎，建築元大都。
- 元郭守敬于1291年将昌平神山、白浮泉及西山诸泉水引入瓮山泊（即现今的昆明湖），将原来向东北流入清河的玉泉水改道东南，流入北京城内，因此动用民工垒长堤，疏高梁河，用于解决北京的生活和河漕用水。这一工程仅宛平段就设有青龙桥闸、玉泉新闸、广源闸、高梁闸（在现今高梁桥的西边）和澄清闸共6道水闸。